# Anthidium brevithorace
Anthidium brevithorace là một loài Hymenoptera trong họ Megachilidae. Loài này được Warncke mô tả khoa học năm 1982.